# سرعوف هندي
سرعوف هندي (الاسم العلمي: Mantis indica) هو نوع من الحشرات يتبع جنس السرعوف المصلي من فصيلة السراعيف المصلية. تم وصف هذا النوع من الحشرات علمياً لأول مرة من قبل توشار كانتي مخيرجي (بالإنجليزية: Tushar Kanti Mukherjee)‏ سنة 1995.

## نطاق الإنتشار
ينتشر هذا النوع من السرعوفيات في الهند.